# ARMA 3
『Arma 3』（アルマ 3またはアーマ 3、略称：A3）は、チェコのBohemia Interactive社が開発し、2013年3月5日に本体予約及び付属アルファ版テストを開始したWindows用のミリタリーサンドボックスゲームである。

## 概要
本作はArmaシリーズの3作目である。
過去作が80年代～現代を舞台にしてきたのに対し、今作では2030年代という近未来を舞台にした内容となる。性質上、装備も架空兵器が大半を占める形となる。
Arma 3の舞台は地中海の架空（ただしモデルとしてレムノス島とアイオス・エフストラティオス島の地形が用いられている）のアルティス及びストラティス共和国（Republic of Altis and Stratis）。2030年代半ば、同島に対するイラン軍（CSAT）の大規模侵攻が始まる。Arma 3の舞台はその一連の流れを描いたものとなる。

## ストーリー
2030年、アルティス及びストラティス共和国の内戦により数千人のホームレスと難民が発生しストラティス島では人口の半分が死亡した。NATOはNATOの不安定な経済状況による加盟国の不安をよそに派兵を決定。NATOとAAFを基軸とした平和維持軍が結成される。
5年後、NATO経済の悪化や未だにこの紛争終結の糸口が掴めない中、NATO軍の地中海封鎖の力も弱まっていった。一方CSATはAAFへと資金提供を行うと共に太平洋での軍事編成も進んでいた。
NATO加盟国は地中海での平和維持活動に対し島から軍を撤退させるよう政治的圧力をかけはじめた結果、NATO軍とAAFの間に亀裂が入り始める。
同年6月、AAFはCSATの資金提供により2つの島の殆どを手中に収める。
それと同時に、ストラティス島でのNATO軍司令官であるMacKinnon大佐は詳細不明のままストラティス島に展開するNATO軍の部隊をKamino射撃場へと集結するよう命令する……
正式版は2013年9月12日にリリースとなっているが、Kerryを主人公としたキャンペーンモードは正式リリースに間に合わずリリースから2ヶ月間隔で順次リリースされている。
- EPISODE 1 - 『Survive』 2013年11月1日リリース
- EPISODE 2 - 『Adapt』  2014年1月21日リリース
- EPISODE 3 - 『Win』  2014年3月20日リリース

## キャラクター
- Ben Kerry - この物語の主役でPKOとしてストラティス島に派兵されたアメリカ軍の伍長。敵の奇襲攻撃と共に彼らの司令官であるMacKinnon大佐が戦死してしまいAdams軍曹と共にConway軍曹率いるアルファ部隊へと加わる。
- Scott Miller - Kerry達と同じく敵の攻撃から生き永らえたイギリス軍所属のNATO軍士官。
- Kostas Stavrou - FIAの指揮官。KerryやMiller達と協力する。
- Lieutnant James - Miller達のグループの一員。しばしば敵の前線裏での作戦行動を行う。
- Georgious Akhanteros - AAFの司令官。CSATと同盟関係にありNATOとは敵対している。
- Vahid Namdar - CSATの大佐でアルティス島侵攻における司令官。Attar将軍の部下。
- Andrew MacKinnon -　ストラティス島におけるNATO軍の司令官。敵の初動攻撃により戦死してしまう。

## 勢力
- NATO - アメリカ軍を中心とした部隊で現在ストラティス島におけるPKO活動を行っているが、撤退を余儀なくされている
- CSAT - 中国やロシア、中東を中心とする相互防衛条約機構でその軍事力や資本力を活かしてアルティス政府を支援している
- AAF - アルティス軍（Altis Armed Forces）はアルティス政府に忠誠を誓っているが、中には現在のアルティス政府を良く思っていない者も居る
- FIA - 自由独立軍（Freedom and Independence Army）はアルティス島における反政府組織でアルティス政府とCSATを敵に抵抗運動を続けている

## システム
基本システムは前作までと同じく、それらを受け継ぎ、そのまま発展させたものとなっている。

### MOD
いくつかのユーザコミュニティ(Steamなど)でMODが多数、制作されており、MODを導入することで、マップや車両、武器などを増やし、エディタでミッションを作り、遊ぶことができる。

## DLC

### Zeus
2014年4月10日無料公開。
俯瞰視点でリアルタイムストラテジーのようにプレイするZeus modeを追加するDLC

### Karts
2014年5月29日発売。

### Helicopters
2014年11月4日発売。

### Marksmen
2015年4月8日発売。

### Apex
2016年7月12日発売。新たな舞台として南太平洋・タノア諸島が登場。本DLCにてCSAT軍内に中国軍および北アフリカ諸国軍の兵士も登場する。
なお、本DLCにてNATO、CSATの両勢力に特殊部隊(NATO軍は「CTRG」、CSAT軍は「ヴァイパー」)がユニットとして追加される。
追加勢力
- 憲兵隊 - タノア諸島の治安維持組織で、途中からCSAT側に寝返る
- シンジカット – タノア諸島のギャングやゲリラの連合体

### Jets
2017年5月16日発売。

### Malden
2017年6月22日無料公開。

### Laws of War
2017年9月8日発売。このDLCに収録されているミニキャンペーン「戦争の遺物（Remnants of War）」は、主人公である爆発物処理の専門家ネイサン・マクデイドをはじめとする、様々な立場の人々の視点からオレオカストロの町で起きた戦いを描いた内容となっている。このDLCは「戦争にもルールがある」ということを知ってもらうために開発されたため、国際人道法に則ったシステムが採用された。例えば、プレイヤーは敵兵と民間人の戦闘員を区別する必要があるほか、一般市民や捕虜を殺害するとペナルティが科される。また、現実の戦争に近づけるため、弾丸を充填する速度が遅いほか、プレイヤーの視界もあえて悪くしてある。
開発に当たっては赤十字国際委員会と公式に提携しており、2017年内にこのDLCから得た純収入の半額は、赤十字国際委員会へと寄付された。

### Tac-Ops Mission Pack
2017年11月30日発売。

### Tanks
2018年4月12日発売。

### Contact
2019年7月26日発売。東欧・リヴォニアのナボドル地方を舞台に、地球外生命体の上陸を背景とした動乱を描く。
追加勢力
- LDF - リヴォニア国防軍(Livonia Defense Force)は親NATO勢力で、ロシアとの緊張状態にある
- スペツナズ - リヴォニア内に潜入しているロシアの特殊部隊

## クリエイターDLC
クリエイターDLCは他のデベロッパーからリリースされたDLCであり、収益は開発元、Bohemia Interactive、Valveにて分割される。

### Global Mobilization - Cold War Germany
開発はVertexmacht社。冷戦時代のドイツを題材としている。

### S.O.G. Prairie Fire
開発はSavage Game Design社。ベトナム戦争を題材としている。

### CSLA Iron Curtain
開発はCSLA Studio社。冷戦時代のチェコスロバキアを題材としている。

### Western Sahara
2021年12月発売予定。開発はRotators Collective社。アフリカ北西部に位置するアルガナのセフル・ラマール州を舞台に、民間軍事会社IONの戦いを描く。
追加勢力
- ION - 前作「ARMA OA」に登場した民間軍事会社でセフル・ラマール州にて行方不明者の救出業務を行う
- UNA - 国連軍(United Assistance)は平和維持のためにセフル・ラマール州に展開し、主にアラブ系の兵士で構成される
- SFIA - セフラウィ自由独立軍(Sefrawi Freedom and Independence Army)は反乱軍組織で、セフル・ラマール州の制圧を目指す
- トゥーラ部族 - セフル・ラマール州原住民らによる民兵組織で、状況次第でNATO、IONの敵にも味方にもなりうる

## Arma 3を巡る論議

### スパイ容疑による開発者の逮捕
2012年9月10日、ギリシャのメディアは、2名のチェコ人がレムノス島で逮捕され、スパイ容疑で起訴されたことを報じた。ギリシャのメディアの報道によると、両名は公式にBohemia Interactiveのために勤務しており、Arma 3の開発のためにビデオと写真の撮影を行なっていた。両名が同社のもとで働いていたことは事実と確認されたが、同社は後に両名の目的について「島の美しい環境を経験することが唯一の目的だった」と発表している。
ギリシャの法律では、国防上の理由により、軍事施設等の写真を撮影することは法律で厳しく禁止されているが、Arma 3に起因するギリシャの国家安全保障への潜在的な脅威に関して、2011年には既にギリシャ議会で正式に議論が持たれていた。
逮捕事件後、Bohemia Interactiveは公式フォーラムにあった、2012年8月1日に作成された「ギリシャの軍事（Greek military）」という名のスレッドを閉鎖した。Bohemia Interactiveは公式フォーラムの状況に関する声明文を発表、ギリシャの軍事施設を撮影することによって生じる法的問題を議論し、ユーザーに警告を発した。
その後、ギリシャの裁判所によって両名の保釈請求が棄却され、チェコ国内では外務省と大統領の責任を問う事態に発展したが、2012年11月22日、チェコのヴァーツラフ・クラウス大統領がギリシャのカロロス・パプーリアス大統領に対し、勾留中の両名に対して特別な配慮をくだすよう嘆願を行った。これを受けて、ブリュッセルで開かれたEUのサミットでチェコのペトル・ネチャス首相とギリシャのアントニス・サマラス首相が直接対話を持ち、サマラス首相が両国関係を悪化させないように政治当局に配慮することを約束した。
こうした流れを受けて、2013年1月15日、両名は128日間の拘禁を経て刑務所から正式に釈放された。

### イラン政府による発禁処分
2012年9月、イラン政府はArma 3をイラン国内において発禁処分とした。